# Warren Cook
Pour les articles homonymes, voir Cook.
Warren Cook, né le 23 mai 1878 à Boston et mort le 2 mai 1939 à New York, est un acteur américain de cinéma de l'époque du muet. Il avait généralement des rôles de soutien et est apparu dans 68 films entre 1914 et 1927.

## Biographie
Warren Cook naît le 23 mai 1878 à Boston.
En 1901, il apparaît dans The Shaughraun au Castle Square Theatre à Boston. Il fait partie de la société par actions basée au Castle Square Theatre. Il joue dans 68 films entre 1914 et 1927.
Warren Cook meurt le 2 mai 1939 à New York. 

## Filmographie partielle
- 1914 : The Man Who Disappeared (en) de Charles Brabin : inspecteur de police
- 1915 : Children of Eve (en) de John H. Collins : le docteur
- 1916 : Slander (en) de Will S. Davis : le docteur
- 1916 : The Snowbird d'Edwin Carewe : John Wheeler
- 1917 : Infidelity (en) d'Ashley Miller : Clifford Wayne
- 1917 : La Casaque verte (The Whip) de Maurice Tourneur : Juge Beverley
- 1917 : La Flamme éternelle  (The Undying Flame) de Maurice Tourneur : général Leslie
- 1917 : Seven Keys to Baldpate de Hugh Ford : Thomas Hayden
- 1917 : The Avenging Trail de Francis Ford : Dr Saunders
- 1918 : The Interloper d'Oscar C. Apfel : Whitney Pere
- 1918 : L'Éternelle Tentatrice (Woman) de Maurice Tourneur : le mari
- 1918 : 5.000 dollars à l'heure  (Five Thousand an Hour) de Ralph Ince : Raymond Courtney
- 1918 : Le Tourbillon (The Whirlpool) d'Alan Crosland : colonel Warren
- 1919 : My Lady's Garter de Maurice Tourneur : Brokaw Hamilton
- 1919 : Les Étoiles de la gloire de Léonce Perret : John Parker
- 1919 : The Unveiling Hand de Frank Crane : Dr Wallace
- 1919 : La Dernière Partie d'échecs (His Wife's Friend) de Joseph De Grasse : Sir Robert Grimwood
- 1920 : A Manhattan Knight de George Beranger : l'oncle
- 1920 : La Gamine (The Flapper) de Alan Crosland : sénateur King
- 1920 : Le Poids du passé (Lady Rose's Daughter) de Hugh Ford : ministre de la Guerre
- 1920 : Le Prestige de l'uniforme (Civilian Clothes) de Hugh Ford : Mr. Lanham
- 1920 : The Point of View (en) d'Alan Crosland : Thorncroft, Sr.
- 1920 : Broadway and Home (en) d'Alan Crosland : John Stephens
- 1921 : A Man of Stone de George Archainbaud : Lord Branton
- 1921 : Is Life Worth Living? (en) d'Alan Crosland : Joseph Gordon
- 1921 : Worlds Apart (en) d'Alan Crosland : Ten Eyck
- 1921 : Conceit de Burton George : Alexander McBain
- 1921 : L'Ombre du passé (The Girl from Nowhere) de George Archainbaud
- 1922 : John Smith de Victor Heerman : le docteur
- 1922 : Slim Shoulders d'Alan Crosland : John Clinton Warren
- 1923 : Dark Secrets de Victor Fleming
- 1923 : Sa Patrie (The Silent Command) de  J. Gordon Edwards : Dr Case
- 1924 : The Truth About Women de Burton King : Jack
- 1925 : Le Chauffeur inconnu (Wild, Wild Susan) de Edward Sutherland : Chauncey Ames Waterbury
- 1925 : Shore Leave de John S. Robertson : Adm. Smith
- 1926 : Lew Tyler's Wives de Harley Knoles : Mr. Phillips
- 1927 : The Lunatic at Large de Fred C. Newmeyer : Dr. Wilkins